# Pool de conexões
Em engenharia de software, um pool de conexões é um cache de conexões de banco de dados mantido de forma que as conexões possam ser reutilizadas quando requisições futuras ao banco de dados forem requeridas. Pools de conexões são usados para garantir o desempenho da execução de comandos sobre um banco de dados. Abrir e manter uma conexão de banco de dados para cada usuário, especialmente requisições feitas a uma aplicação web dinâmica baseada em banco de dados, é dispendioso e desperdiça recursos. Em um pool de conexões, após a conexão ser criada, ela é colocada no pool (depósito) e é usada novamente de forma que uma nova conexão não precisa ser estabelecida. Se todas as conexões estiverem sendo usadas, uma nova conexão é feita e é adicionada ao pool. O pool de conexões também reduz a quantidade de tempo que um usuário deve esperar para estabelecer uma conexão com o banco de dados.

## Suporte de banco de dados
Pool de conexões é suportado pelo IBM DB2, Microsoft SQL Server, Oracle, MySQL, e PostgreSQL.